# 米德蘭鎮區 (密蘇里州聖路易斯縣)
米德蘭鎮區（英語：Midland Township）是位於美國密蘇里州聖路易斯縣的一個行政鎮區。

## 地方資料
米德蘭鎮區的面積為27.58平方千米，當中陸地面積為27.53平方千米，而水域面積為0.04平方千米。根據2020年美國人口普查的數據，當地共有人口34194人，而人口密度為每平方千米1,239.81人。